# Carmen (2022)
Carmen ist ein Musical-Drama von Benjamin Millepied, das im September 2022 beim Toronto International Film Festival seine Premiere feierte und im Juni 2023 in die französischen Kinos kam. Der Film basiert auf dem gleichnamigen Musical und der gleichnamigen weltberühmten Oper von Georges Bizet. In der Titelrolle ist die mexikanische Sängerin und Schauspielerin Melissa Barrera zu sehen.

## Handlung
Zilah ist eine stolze Flamenco-Tänzerin und beschwört in dieser Nacht auf der Veranda ihres Hauses in der Wüste von Chihuahua unter ihren Füßen einen wilden Sturm herauf. Auch die Handlanger eines Kartell wissen hiervon. Sie suchen nach ihrer wunderschönen Tochter Carmen und sind bewaffnet dort aufgetaucht. Es kommt zu einer Schießerei, bei der Zilah stirbt. Carmen bleibt nichts anderes übrig, als über die mexikanische Grenze in die USA zu fliehen, in der verzweifelten Hoffnung, dass sie in einem kalifornischen Nachtclub, der ihrer Patentante gehört, Zuflucht findet.
Kurz nach der Grenze wird die Gruppe, mit der sie die Flucht unternimmt, von zwei Grenzschutzbeamten aufgespürt. Als der eine mehrere der Flüchtigen erbarmungslos niederschießt, jagt ihm sein Kollege eine Kugel in den Kopf. Ihr Retter Aidan ist ein Veteran des Afghanistankriegs und anders als die anderen ehemaligen Soldaten, die in dieser Stadt an der Grenze ihren Dienst tun. Er ist ein sensibler Mensch und flieht, nun selbst gesucht, mit Carmen nach Los Angeles. Unterwegs wächst seine Anziehungskraft auf sie. Auch Aidan träumt von einem neuen Leben, frei von den Schatten seiner Vergangenheit.
Als Aidan und Carmen schließlich im La Sombra Pederosa ankommen, dem Nachtclub von Carmens extravaganter Patentante Masilda, nimmt diese beide unter ihre Fittiche.

## Produktion

### Vorlagen und Filmstab

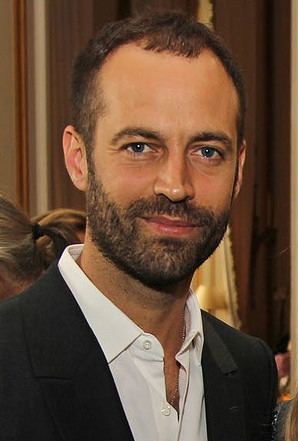
Regisseur Benjamin Millepied

Der Film basiert auf dem gleichnamigen Musical des US-Komponisten Frank Wildhorn und der gleichnamigen weltberühmten Oper Carmen von Georges Bizet von 1875. Sie gehört zu den beliebtesten und meistaufgeführten Werken des Opernrepertoires. Musical und Film verlegen die Handlung von der Südspitze Spaniens an die Nordspitze Mexikos und sind damit nur lose von Bizets Oper inspiriert.
Regie führte der französische Balletttänzer und Choreograf Benjamin Millepied. Es handelt sich nach Portals um seine zweite Regiearbeit bei einem Spielfilm. Gemeinsam mit Loïc Barrère und Alexander Dinelaris adaptierte Millepied auch die Vorlagen für den Film. Um dem Film ein multikulturelles Flair zu verleihen, hat Millepied Einflüsse aus seiner frühen Kindheit im Senegal sowie Motive aus osteuropäischer und westafrikanischer Musik einfließen lassen. „Wir wollten, dass die Welt einzigartig ist und verschiedene Einflüsse umfasst“, so der Regisseur.

### Besetzung und Dreharbeiten
Die Mexikanerin Melissa Barrera spielt in der Titelrolle Carmen. Der Brite Jamie Dornan sollte die Rolle von Aidan übernehmen, wurde jedoch durch den irischen Schauspieler Paul Mescal ersetzt. Die Spanierin Rossy de Palma ist in der Rolle von Carmens  Patentante Masilda zu sehen. Die Australierinnen Nicole da Silva und Tara Morice spielen Julieanne und Marie, Kaan Guldur spielt Robertico und der australische Musiker Richard Brancatisano Pablo. Am Anfang des Films ist Marina Tamayo als Carmens Mutter Zilah zu sehen.
Der geplante Drehstart war am 18. Januar 2021. Die Aufnahmen entstanden in Australien. Anfang März 2021 wurden die Dreharbeiten beendet. Als Kameramann fungierte der Deutsche Jörg Widmer.

### Filmmusik; Marketing und Veröffentlichung
Die Filmmusik komponierte Nicholas Britell, der gemeinsam mit der mexikanischen Singer-Songwriterin Julieta Venegas und der US-Singer-Songwriterin Taura Stinson hierfür auch einige neuen Lieder schrieb. Millepied und Britell wählten Texte aus dem Original-Libretto von Henri Meilhac und Ludovic Halévy für Bizets Oper aus, und Britell arrangierte sie. Er verfolgte hierbei einen experimentellen Ansatz, der den Gesang und die Bewegungen in Carmen mitberücksichtig. Der Chor fungiert in dem Film als eine Art Griechischer Chor, der das Geschehen kommentiert. Er singt den französischen Text und schlägt so eine Brücke von der Inszenierung der Oper zu Millepieds Neuinterpretation auf der Leinwand. Die Hervorhebung der männlichen oder weiblichen Chorstimmen zeigt dabei die Richtung an, in die die Geschichte einschlägt. So sorgt am Anfang des Films, wo Gewalt herrscht, der Männerchor für eine düstere Klangkulisse, während der Frauenchor im Gegensatz dazu das Herzstück der Partitur bildet. Um ein gewisses Maß an klanglicher Aggressivität zu erzeugen, bediente sich Britell neben Synthesizerklängen und einem Streichorchester auch experimentellen Tonaufnahmen. Der Komponist arbeitete neben Grammy-Gewinnerin Venegas und Stinson auch mit dem Rapper Tracy „The DOC“ Curry zusammen, der im Film auch einen Boxschiedsrichter verkörpert. Das Soundtrack-Album mit insgesamt 30 Musikstücken wurde am 21. April 2023 von Sony Masterworks als Download veröffentlicht. Darauf befindet sich auch der Song Slip Away von Mescal.
Die Premiere erfolgte am 11. September 2022 beim Toronto International Film Festival. Der erste Trailer wurde im Februar 2023 vorgestellt. Anfang März 2023 wurde er beim Miami Film Festival gezeigt. Am 14. Juni 2023 kam Carmen in die französischen Kino. Im Juni 2023 wurde der Film auch beim Sydney Film Festival gezeigt und zwischen Juli und September 2023 im Rahmen des New Zealand International Film Festivals.

## Rezeption

### Kritiken
Die Kritiken fielen gemischt aus.
David Ehrlich von IndieWire schreibt zur Verlegung der Handlung von der Südspitze Spaniens an die Nordspitze Mexikos und der Reduktion der Geschichte des Ausgangsmaterials hin bis an den Rand der Abstraktion, man solle sich vorstellen, Terrence Malicks Badlands und Julie Taymors Titus in Doppelprojektion auf derselben Leinwand zu sehen. Das Drehbuch von Loïc Barrere, Alexander Dinelaris und Lisa Loomer mache sich nie die Mühe zu erklären, warum Carmen eigentlich flüchten muss, sondern gebe sich damit zufrieden, das Mädchen als in großer Gefahr, allein auf dieser Welt und von seelenlose Männer verfolgt zu zeigen, die ihr nach dem Leben trachten.

### Auszeichnungen
Australian Academy of Cinema and Television Arts Awards 2024
- Nominierung für den Besten Filmschnitt (Dany Cooper)
- Nominierung für das Beste Szenenbild (Steven Jones-Evans)
- Auszeichnung für die Besten Kostüme (Emily Seresin)[17]

Hollywood Music in Media Awards 2023
- Nominierung in der Kategorie Music Themed Film, Biopic or Musical (Rosemary Blight, Dimitri Rassam, Mimi Valdes und Benjamin Millepied)[18]

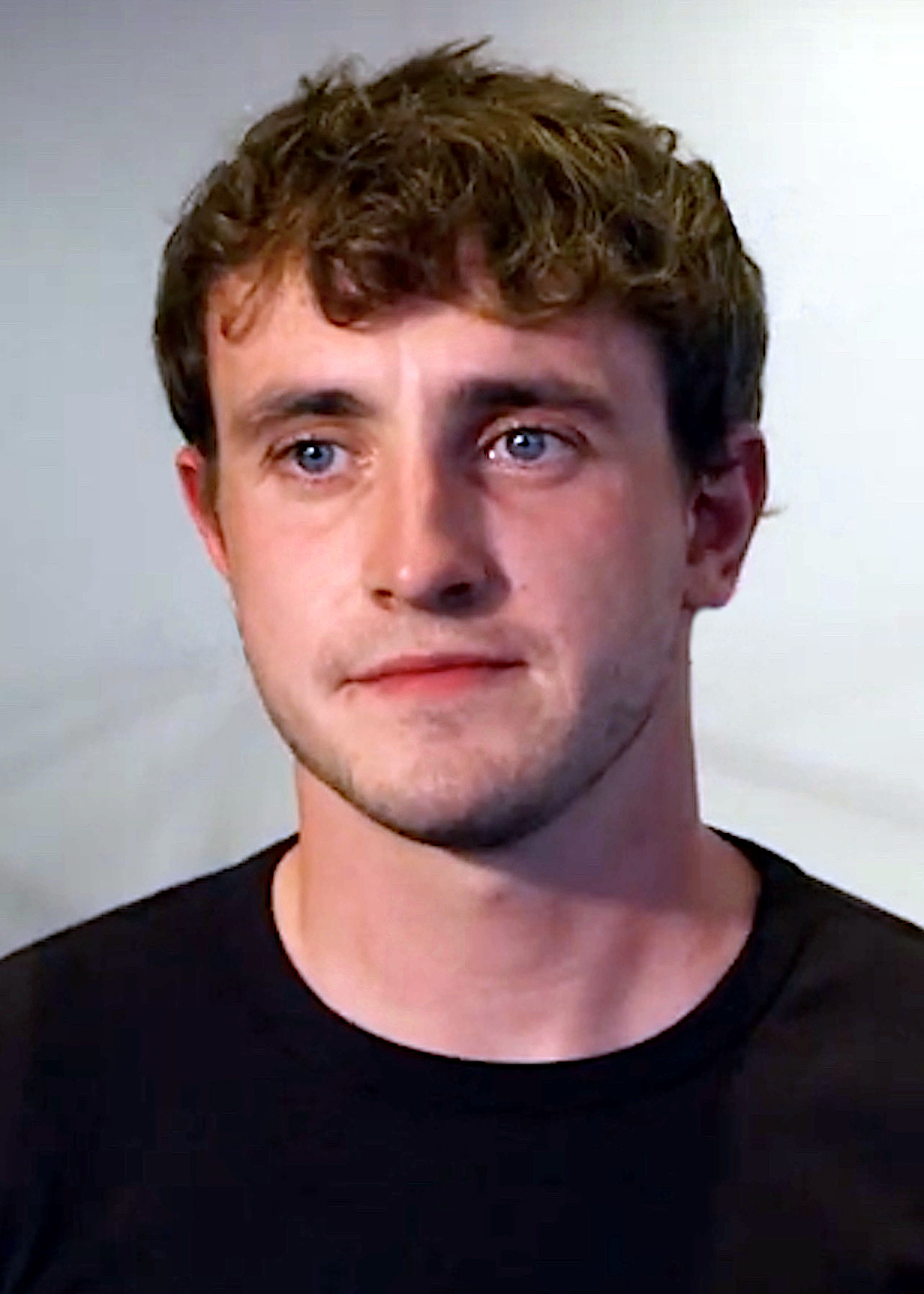
Paul Mescal spielt Aidan

London Critics’ Circle Film Awards 2024
- Nominierung als Bester britischer Darsteller (Paul Mescal)[19]

Miami Film Festival 2023
- Nominierung für den Jordan Ressler First Feature Award[12]

Society of Composers & Lyricists Awards 2024
- Nominierung als Bester Song – Dramatic or Documentary Visual Media Production (Slip Away, Nicholas Britell und Taura Stinson)[20]